# Hochschober
Der Hochschober ist mit einer Höhe von 3242 m ü. A. der vierthöchste und namensgebende Berg der Schobergruppe in den Hohen Tauern. Seine vergletscherte Nordflanke bietet von Kals einen beeindruckenden Anblick. Als 1845 der Geograf Adolf Schaubach die Schobergruppe als Gebirgsgruppe einführte, wählte er die Benennung nach dem Hochschober, da er ihn fälschlicherweise für den höchsten Berg südlich des Peischlachtörls hielt.
Der leichteste Anstieg erfolgt über die Hochschoberhütte (2322 m) von Süden über die Staniskascharte (2936 m) und den Westgrat. Eine von der Schwierigkeit vergleichbare Anstiegsmöglichkeit bietet sich von Osten und dem oberen Teil des Südostgrats an. Stützpunkt ist dabei die Lienzer Hütte (1977 m). Beide Anstiegswege sind markiert und im Hochsommer im Gegensatz zu früheren Jahren in der Regel schneefrei, weisen leichte Kletterschwierigkeiten (I) auf und sind stellenweise etwas ausgesetzt. Eine weitere Anstiegsmöglichkeit bietet der nur teilweise markierte Steig vom Schobertörl (2898 m) über den Nordostgrat, dabei wird der Kleinschober (3125 m) überschritten.